# Джим Парсънс
Джим Парсънс (на английски: Jim Parsons) е американски актьор, носител на „Златен глобус“ и четири награди „Еми“, номиниран е за пет награди „Сателит“. Най-известен с ролята си на Шелдън Купър в американския ситком „Теория за Големия взрив“. От 2015 г. има звезда на Холивудската алея на славата.

## Биография
След завършване на училище следва в Хюстънския университет. За три години участва в 17 пиеси. През 1999 г. е един от седемте студенти, приети да се обучават в двугодишен специален курс по класически театър.
След участия в няколко сериала, които не намират аудитория, той участва на кастинг за ситкома Теория за Големия взрив. Сценаристът Чък Лори го харесва и така той е включен в състава на сериала. Актьорът признава, че предизвикателството за него е била структурата на диалога, това, че сценаристите използват брилянтно думите, които повечето от нас не знаят.
Според американския телевизионен критик Андрю Дансби Парсънс може да се сравни с Бъстър Кийтън и други актьори от епохата на нямото кино поради невероятната му способност да владее всяка част от тялото си до съвършенство. Чък Лори казва: „Това не се учи“.
През 2009 г. получава Награда на критиците, през 2010 и 2011 г. получава награда Еми за най-добър актьор в сериал – комедия. През 2011 г. е отличен и със Златен глобус за най-добър актьор в сериал – комедия.
През септември 2011 г. Джим Парсънс, Кейли Куоко и Джони Галеки подписват договор, според който за всеки епизод те получават по $200 000 с възможност за увеличение и процент от печалбите. На следващата година, Парсънс играе Елууд Пи Дауд в пиесата „Харви“ на Бродуей.
През 2015 г. Парсънс си озвучава роля в анимационния филм „У дома“.

### Личен живот
Има връзка с графичния дизайнер Тод Спиуак. Парсънс определя връзката като „действие на обич, пием кафе сутрин, отиваме на работа, перем си дрехите, извеждаме кучетата на разходки – обикновен живот, скучна любов“. Двамата сключват брак през май 2017 г.

## Филмография

### Кино
| Година | Филм                  | Оригинално заглавие     | Роля         | Бележки          |
| ------ | --------------------- | ----------------------- | ------------ | ---------------- |
| 2003   |                       | Nowhere to Go But Up    |              |                  |
| 2004   | Гардън Стейт          | Garden State            | Тим          |                  |
| 2005   |                       | The King's Inn          | Сидни        |                  |
| 2005   |                       | The Great New Wonderful | Джъстин      |                  |
| 2005   |                       | Heights                 | Оливър       |                  |
| 2006   | 10 неща или по-малко  | 10 Items or Less        | рецепционист |                  |
| 2006   | School for Scoundrels |                         |              |                  |
| 2007   |                       | On the Road with Judas  | Джими Пи     |                  |
| 2007   |                       | Gardener of Eden        | Спим         |                  |
| 2011   | Силна година          | The Big Year            | Крейн        |                  |
| 2011   | Мъпетите              | The Muppets             | Уолтър       |                  |
| 2012   |                       | Sunset Stories          | Принс        |                  |
| 2014   |                       | Wish I Was Here         | Пол          |                  |
| 2015   | У дома                | Home                    | Ох (глас)    | анимационен филм |
| 2015   |                       | Visions                 | д-р Матисън  |                  |
| 2016   | Скрити числа          | Hidden Figures          | Пол Стафърд  |                  |

### Телевизия
| Година      | Филм                            | Оригинално заглавие       | Роля                     | Бележки                        |
| ----------- | ------------------------------- | ------------------------- | ------------------------ | ------------------------------ |
| 2002        | Ед (сериал)                     | Ed                        | Чет                      |                                |
| 2003        |                                 | Why Blitt?                | Майк                     |                                |
| 2004        |                                 | Taste                     | Крис                     |                                |
| 2004 – 2005 | Съдия Ейми                      | Judging Amy               | Роб Холбрук              | телевизионен сериал, 7 епизода |
| 2007 - 2019 | Теория за Големия взрив         | The Big Bang Theory       | Шелдън Купър             |                                |
| 2010        |                                 | Glenn Martin, DDS         | Дрейвън                  | Глас                           |
| 2011        | Шоуто на екипа на супер героите | The Super Hero Squad Show | Кошмар                   | Глас                           |
| 2011        | i-Карли                         | iCarly                    | Кейлъб                   |                                |
| 2011        | Еврика                          | Eureka                    |                          | Глас                           |
| 2009, 2012  | Семейният тип                   | Family Guy                | Шелдън Купър Гей-Джакър  | Глас, 2 епизода                |
| 2014        | Обикновеното сърце              | The Normal Heart          | Томи                     |                                |
| 2017        | Младият Шелдън                  | Young Sheldon             | Разказвач / Шелдън Купър | Глас                           |